# Rita Lewonowna Pogossowa

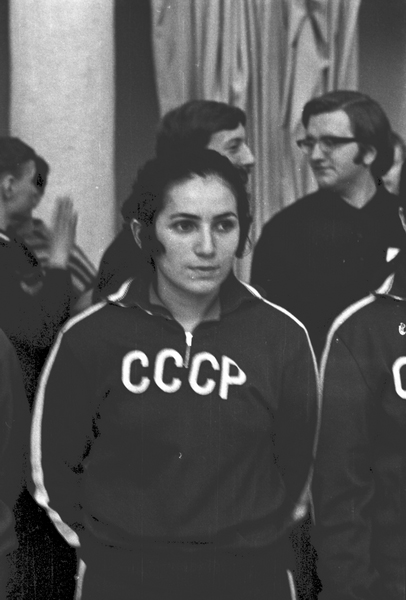
Rita Pogosova 1972

Rita Lewonowna Pogossowa (russisch Рита Левоновна Погосова; * 6. Dezember 1948 in Baku) ist eine ehemalige russische Tischtennisspielerin und -trainerin. Mit der russischen Mannschaft wurde die 1969 Weltmeister und 1970 Europameister.

## Werdegang
Rita Lewonowna Pogossowa gewann bei den nationalen russischen Meisterschaften acht Titel, nämlich 1969 im Einzel, 1968, 1969 und 1970 im Doppel sowie 1967, 1968, 1970 und 1975 im Mixed.
Von 1966 bis 1973 nahm sie an vier Europameisterschaften und vier Weltmeisterschaften teil. Bei der Europameisterschaft 1966 und 1968 gewann sie mit der Mannschaft Silber. Am erfolgreichsten war sie 1970, als sie im Mannschaftswettbewerb den Titel gewann und zudem im Einzel das Halbfinale erreichte und im Mixed mit Sarkis Sarchajan im Endspiel stand. 1969 wurde sie in München mit der russischen Damenmannschaft Weltmeister.
In der Weltrangliste wurde sie 1971 auf Platz 14 geführt.
1976 beendete Rita Lewonowna Pogossowa ihre aktive Laufbahn als Leistungssportlerin. Von 1978 bis 1990 arbeitete sie in der Sportgesellschaft „Spartak“ (Yerevan). Ab 2001 betätigte sie sich als Trainerin in Italien, zunächst für eine Universitätsmannschaft in Messina, seit 2007 als Kindertrainerin in einem Tischtennisverein in Binasco.

## Turnierergebnisse
| Verband | Veranstaltung       | Jahr | Ort       | Land | Einzel     | Doppel        | Mixed         | Team   |
| ------- | ------------------- | ---- | --------- | ---- | ---------- | ------------- | ------------- | ------ |
| URS     | Europameisterschaft | 1972 | Rotterdam | NED  |            |               | Viertelfinale |        |
| URS     | Europameisterschaft | 1970 | Moscow    | URS  | Halbfinale | Viertelfinale | Silber        | Gold   |
| URS     | Europameisterschaft | 1968 | Lyon      | FRA  | letzte 16  |               | Viertelfinale | Silber |
| URS     | Europameisterschaft | 1966 | London    | ENG  |            |               |               | Silber |
| URS     | Weltmeisterschaft   | 1973 | Sarajevo  | YUG  | letzte 32  | Qual.         | letzte 64     | 5      |
| URS     | Weltmeisterschaft   | 1971 | Nagoya    | JPN  | letzte 32  | letzte 32     | Viertelfinale | 5      |
| URS     | Weltmeisterschaft   | 1969 | Munich    | FRG  | letzte 64  | letzte 32     | letzte 16     | Gold   |
| URS     | Weltmeisterschaft   | 1967 | Stockholm | SWE  | letzte 64  | letzte 32     | letzte 16     |        |